# とんちんこぼうず
『とんちんこぼうず』はNHK総合テレビの幼児向け番組『おかあさんといっしょ』内で放送された人形劇。1969年（昭和44年）10月6日から1971年（昭和46年）3月29日まで放送。

## 概要
『おかあさんといっしょ』の歴代人形劇では3代目に当たる作品で、山寺の和尚さんといたずら好きの小坊主3人組「とんねん、ちんねん、かんねん」（とんちんかん）との「とんち合戦」や、寺の内外で起こる騒動を3人が協力して解決するという、「一休さん」を彷彿とさせるストーリーが展開される。メインキャラクターの関係が、前作『ダットくん』、前々作『ブーフーウー』のように家族ではなく全員「友達と保護者」、人形劇のタイトルが全て平仮名なのは歴代人形劇で初めてである。
この作品からカラー放送を実施した。
人形デザイン（キャラクターデザイン）は引き続き土方重巳が担当したが、背景画などの装置デザインとして、風刺漫画や『かっぱ天国』などで知られ、墨絵漫画にも定評があった漫画家・清水崑が起用されている。
唯一、メインキャラクターが人間かつ小坊主3人組の名前が全員、平仮名表記の設定である（2025年〈令和7年〉現在）。メインキャラクターの演者はマスクのみを被っており、扮装は役柄に沿った衣装を着けた「マスクプレイ」スタイルが採用され、動物キャラなどが従来通りの着ぐるみやパペットだった。また、現時点では小坊主3人組の声を全員女性声優が担当する最後の作品になっている。
放送期間は1年半と歴代最短である。
NHKの談話によると、NHK公式には映像は残っていないとされている。

## キャラクター

### メインキャラクター
とんねんぼう
声 - 増山江威子
チビで利口者。
ちんねんぼう
声 - 松島みのり
弱虫で怠け者。
かんねんぼう
声 - 大山のぶ代
乱暴者。
和尚さん
声 - 八木光生
演 - 高見映（現・高見のっぽ）
いたずら好きの小坊主達にいつも振り回され、叱っている。長い眉毛と口髭が特徴。

### サブキャラクター
親ねこ
子ねこ
ともえ
山賊
たぬきのお父さん
まめちゃん

## 主題歌
「とんちんこぼうず」
作詞・飯沢匡  / 作曲・小森昭宏 / 歌・とんねんぼう、ちんねんぼう、かんねんぼう

## スタッフ
- 原作 - 飯沢匡
- 人形デザイン - 土方重巳
- 装置デザイン - 清水崑
- 音楽 - 小森昭宏

## 備考
- 和尚さんを演じた高見映は、1970年（昭和45年）4月8日から1990年（平成2年）3月6日までNHK教育テレビで放送された『できるかな』の前身、『なにしてあそぼう』に顔出し出演しており、本作が放送を開始した初年度のみ、総合テレビと教育テレビの子供向け番組を掛け持ちしていた[注釈 2][16]。この掛け持ちと本作の早期終了の因果関係は不明。
- 飯沢匡が原作の歴代人形劇で、『ブーフーウー』などのように「ぬいぐるみ」が、次々作『うごけぼくのえ』のように「子供達が描いた絵」が動き出すといった、ファンタジー要素を取り入れていない最初で最後の作品となった。